# Langues nubiennes
Les langues nubiennes sont un groupe de langues de la famille des langues nilo-sahariennes présentes en Égypte et au Soudan.

## Classification
Pour Greenberg (1963), les langues nubiennes sont un des groupes rassemblés dans les langues soudaniques orientales, une des branches de l'ensemble nilo-saharien. Ceci n'est pas universellement accepté. Ehret (2001), leur attribue une place de branche parmi les langues nilo-sahariennes.

## Liste des langues
Les langues nubiennes englobent (Bechhaus-Gerst) :
1. Le nobiin, anciennement appelé le mahas ou le fadicca, fiadicca ;
2. Le dongolawi et le kenzi ;
3. Le midob (meidob) ;
4. Le birgid ;
5. Le nubien des collines (en) qui regroupe les dialectes des montagnes nubiennes.

L'ancien nubien est préservé sur une centaine de feuilles manuscrites, notamment des textes religieux chrétiens, écrits avec une forme onciale de l'alphabet grec, complété de lettres coptes et de lettres probablement dérivées du méroïtique. Ces documents datent du VIIIe au XVe siècle. L'ancien nubien est l'ancêtre du nobiin.

## Écriture
Il y a trois principales propositions pour écrire le nubien : l'alphabet arabe, l'alphabet latin et l'alphabet de l'ancien nubien.
Depuis les années 1950, l'alphabet latin a été utilisé par 4 auteurs, l'arabe par 2 et le nubien par un seul, dans le cadre de la publication de livres, dictionnaires et documents divers.
Pour l'arabe, le système Isesco est utilisé pour noter les voyelles et consonnes qui n'existent pas dans l'alphabet arabe.

## Histoire
De toutes les langues nubiennes, celles parlées le long du Nil ont reçu bien plus d'attention. Plusieurs manuscrits ont été déterrés dans la Vallée du Nil, principalement entre la quatrième et la cinquième cataracte, témoignant d'une présence nubienne durant le premier millénaire. Le nobiin, le dongolawi et le kenzi ont également laissé des traces dans cette zone. Le nubien et ses différents dialectes étaient la langue parlée dans les Royaumes Chrétiens de Nubie.
On trouve d'autres langues nubiennes 400 km au sud, près de Darfour, et dans les montagnes de Nubie. Par le passé il y a eu un débat tentant d'établir si les langues nubiennes s'étaient étendues depuis le Nil jusqu'à Darfour ou l'inverse. On a toujours considéré que leur origine était de la Vallée du Nil, mais certaines études lexicostatistiques menées vers la fin du XXe siècle (Thelwall 1982, Adams 1982) semble attester du contraire. Joseph Greenberg calcula que la séparation entre les Nubiens du Nil et du Darfour se produisit vers -500 (cité dans Thelwall 1982). Cette estimation est cohérente avec les études non linguistiques, par exemple l'histoire de la tradition orale Charqiya.

## Le proto-nubien
Le proto-nubien peut être reconstitué. Le tableau présente son lexique selon Claude Rilly (2010) :
| français                  | proto-nubien           |
| ------------------------- | ---------------------- |
| abattre                   | *goj-                  |
| acheter                   | *jaan-                 |
| aimer                     | *oon-                  |
| aller                     | *juur-                 |
| amer                      | *ŋar-di                |
| âne                       | *kaj-i                 |
| arbre                     | *koor, sg. *koor-ti    |
| argile, limon             | *sib-i                 |
| asseoir (s’)              | *tiig-                 |
| aveugle                   | *dúŋ-ur                |
| baigner (se)              | *eeb(er)-              |
| bâton                     | *gal                   |
| bétail, biens             | *ur-ti                 |
| blanc                     | *ar(r)e                |
| blessure                  | *koor                  |
| boire                     | *lii-                  |
| bois                      | *ber                   |
| bon                       | *gen                   |
| bouche, porte             | *ágil                  |
| bouclier                  | *kar-                  |
| brûler (trans.)           | *ul-, *ur-r-           |
| ce                        | *in                    |
| cendres                   | *ubur-ti               |
| chanter                   | *oor-                  |
| chaud                     | *jug-                  |
| cheveux                   | *del, sg. *del-ti      |
| chèvre                    | *bel, sg. *bel-ti      |
| chien                     | *wèel                  |
| ciel                      | *áre (= pluie)         |
| cinq                      | *dij(j)i               |
| cœur                      | *asil                  |
| construire                | *goɲ-                  |
| corde                     | *err-i                 |
| corne                     | *ŋees-i, sg. *ŋes-ti   |
| corps                     | *er-i                  |
| cou                       | *ebe                   |
| couper                    | *mer-                  |
| découper                  | *ŋodd-                 |
| dent                      | *ŋil, sg. *ŋíl-di      |
| descendre, sortir         | *sukk-                 |
| deux                      | *orr-i                 |
| dire                      | *an-                   |
| diviser                   | *baag-                 |
| dix                       | *di-mer-               |
| donner (à moi, nous)      | *deen-                 |
| donner (à toi, lui…)      | *tir-                  |
| dormir                    | *ŋèer-                 |
| dos                       | *jer                   |
| droite (à)                | *usi-n-(gor)           |
| eau                       | *es-ti                 |
| éléphant                  | *aŋgur                 |
| enfant                    | *too-di, pl. *too-ɲi   |
| entendre                  | *gij-er                |
| entrer                    | *toor-                 |
| épine, pointe             | *kán-di                |
| époux                     | *ogiji ~ *ogoji        |
| esclave                   | *nog-u, sg. *nogu-di   |
| étinceler                 | *biil-                 |
| étoile                    | *wiɲ-e, sg. *wiɲ(e)-di |
| être (verbe)              | *-a(n)                 |
| excréments                | *uɲɲi                  |
| faire                     | *aar- / *eer-          |
| fauve, chacal             | *mog-ur                |
| femelle                   | *kar(r)i               |
| femme                     | *il-di                 |
| fer                       | *saar-ti               |
| feu                       | *usi-gu                |
| fille (daughter)          | *as                    |
| fils                      | *ŋar                   |
| fort, riche, sain         | *beer-                 |
| fort, robuste             | *kug-ur                |
| fourmi                    | *goor                  |
| frapper                   | *toog-                 |
| frère cadet               | *bes                   |
| frère, ami                | *wer-i                 |
| froid                     | *or-og-i               |
| fumée                     | *gusi-n-ti             |
| genou                     | *kur-ti                |
| graisse                   | *des                   |
| grand                     | *dag-i                 |
| grand-mère                | *awa                   |
| gris, brun                | *sir-i                 |
| haïr, refuser             | *m-oon-                |
| herbe                     | *gis-i, sg. *gisi-di   |
| hier                      | *ool-e                 |
| hôte                      | *is-ker-ti             |
| huit                      | *id(d)uwi              |
| hyène                     | *aal-um                |
| il, elle, ce              | *te(-r)                |
| ils, elles, ces           | *ti(-r)                |
| je                        | *a-i                   |
| jeter                     | *wir-                  |
| jeune fille               | *taar                  |
| jour                      | *ug-ur                 |
| lait                      | *ej-i, sg. *ej(i)-ti   |
| langage, mot              | *baɲ-i                 |
| langue (organe)           | *ŋal-di                |
| laver                     | *suug-; *jel-eb-       |
| léopard                   | *dagir                 |
| lié, attaché (être)       | *dig-                  |
| lier, attacher            | *dig-(g)er-            |
| lion                      | *koo                   |
| long                      | *nass-i                |
| lourd                     | *dill-e                |
| lune                      | *un-                   |
| main                      | *es-i                  |
| maison                    | *kar                   |
| manger                    | *kal-                  |
| marcher, passer           | *nog- / *nag-          |
| mauvais                   | *m-eel                 |
| mère                      | *éen                   |
| millet, petit mil         | *er-n-de               |
| montagne                  | *kuur                  |
| monter                    | *keer-                 |
| mordre                    | *ajj-                  |
| mouche                    | *und-e, sg. *undu-di   |
| mourir                    | *dii-                  |
| mouton                    | *eged                  |
| neuf (nombre)             | *is-kolda              |
| noir, sombre              | *urr-i                 |
| nom                       | *er-i                  |
| nombreux                  | *dig-ir                |
| nombril                   | *gurwe-n-di            |
| nous                      | *a-gi                  |
| nouveau                   | *eer                   |
| nuage                     | *naj-i, sg. *naj(i)-di |
| œil                       | *maaɲ, sg. *miɲ-di     |
| œuf                       | *gos-kal-ti (sg.)      |
| oiseau                    | *kàwér-ti (sg.)        |
| ongle                     | *suŋ(u)-di (sg.)       |
| oreille                   | *ugul-e, sg. *ugul-di  |
| os                        | *kiser, sg. *kisir-ti  |
| ouvrir                    | *kag-; *kus-           |
| peau, cuir                | *noor                  |
| père                      | *baab-i                |
| personne                  | *íd, pl. *ir           |
| petit                     | *nor-e                 |
| petit-fils / petite-fille | *as-ti                 |
| peur (avoir)              | *er-                   |
| peur                      | *sarg-i                |
| pied                      | *os-i, pl. *os-ti      |
| pierre                    | *kur-ti                |
| planter, cultiver         | *teer-                 |
| plein                     | *eeɲ-i                 |
| pleurer                   | *ooɲ-                  |
| pluie                     | *ár-e                  |
| poitrine                  | *og-i                  |
| porter                    | *sokk-                 |
| pou                       | *is-i, sg. *is(i)-di   |
| prendre                   | *aar-                  |
| prendre, soulever         | *eɲ-                   |
| quatre                    | *kem-si                |
| que?                      | *naa                   |
| qui?                      | *ŋàa-i                 |
| ramasser                  | *do(o)l-               |
| regarder                  | *guuɲ-                 |
| rester                    | *àag-                  |
| revenir                   | *wiid-                 |
| rivière                   | *iwer, sg. *iwer-ti    |
| rouge                     | *geel-e                |
| sang                      | *ùg-er                 |
| savoir                    | *i(s)-er-              |
| sein                      | *er, sg. *er-ti        |
| sept                      | *kòlòda                |
| six                       | *gorji                 |
| sœur                      | *kegi-di               |
| soif                      | *éer                   |
| soleil                    | *ees-i                 |
| sorgho                    | *us-i                  |
| sortir                    | *bal-                  |
| sourd                     | *ter(i)gi              |
| souris, rat               | *is-kin-ti (sg.)       |
| stérile                   | *m-iir                 |
| taureau                   | *gu(u)r                |
| tête                      | *ur                    |
| travail, chose            | *jaar                  |
| trois                     | *tóosi-gu              |
| trou, puits               | *kul                   |
| tu                        | *i(n)                  |
| tuer                      | *ber-                  |
| un                        | *weer                  |
| urine                     | *erd-e                 |
| vache                     | *tii, pl. *tegi        |
| venir                     | *taar-; *kir-          |
| ventre                    | *tuu                   |
| ver                       | *wirg-e, sg. *wirge-di |
| vert                      | *dess-e                |
| vêtement                  | *kade, sg. *kit-ti     |
| viande                    | *kos-i                 |
| vieux                     | *dur-e; *goor          |
| visage                    | *koɲɲ-i                |
| vivre                     | *áaɲ-                  |
| voir                      | *ŋal-                  |
| voler, dérober            | *m-ar-g-               |
| vous                      | *i-gi                  |